# Jean-Baptiste Langlet
Pour les articles homonymes, voir Langlet.
Jean-Baptiste Langlet (né le 7 septembre 1841 à Reims, 46, rue du Bourg-Saint-Denis - mort le 7 mars 1927  57, rue de Venise) est une personnalité de la ville de Reims. 

## Biographie
Il est le fils de Julie Bouchette et Jean-Baptiste Timothée Langlet, ce dernier fut élu le 24 avril 1871 au conseil municipal de Reims, comme Républicain, puis réélu le 22 novembre 1874, comme Radical jusqu'en 1879.

### Médecin
Jean-Baptiste Nicaise Langlet, fit ses études au collège des Bons-enfants de Reims. Il choisit la médecine comme son grand-père et s'inscrivait à l'université de médecine de Reims de 1861 à 1863. Il poursuivit ses études, à Paris, à partir de 1864, en 1866 il est à l'hôpital Bicêtre et devint interne en 1868. Il officie ensuite à l'hôpital Saint-Louis et Beaujon en 1869 à 1871. Avec la guerre de 1870, il est médecin aide-major au 5e bataillon des mobiles de la Somme, présent lors des affaires à Saint-Denis, au début du siège de Paris puis au fort de Vanves. Il est aussi présent dans Paris lors de La Commune et officie à l'hôpital Beaujon. Médecin, sa thèse critique sur quelques points de la physiologie du sommeil reçoit une médaille d'argent, il revient à Reims en automne 1872 et épousait Julie Lévêque, fille de médecin. En janvier 1877, il fondait avec ses collègues Jules Habran et Henri Jolicœur la revue spécialisée L'Union médicale et scientifique du nord-est.

### Politique
Il fut maire de Reims de 1908 à 1919, c'est-à-dire pendant les difficiles et pénibles années de la guerre 1914-1918. Il fut pris comme otage, lorsque la ville fut prise par les Allemands le 4 septembre 1914. Il est alors l'une des figures de la résistance de la ville et l'un des témoins du martyr qu'elle subit, il reste avec son conseil municipal dans les caves lorsque l'hôtel de ville est incendié. Il conduit les journalistes et les visiteurs italiens, américains... dans les décombres de sa ville.
Jean-Baptiste Langlet était médecin-chef des hôpitaux de Reims, directeur de l'École de médecine, membre de l'Académie de médecine, député de la Marne. De 1914 à 1927, il dirigea le musée des Beaux-Arts et fut promu officier de la Légion d'honneur. Il se retira, avec son épouse, à la Maison de retraite, 26, rue Simon, dès 1920, mais, veuf, il revint habiter chez son fils, dans son ancienne maison reconstruite.
 Il épousa en 1872 Louise Marie Lévêque (1842-1926), sœur du docteur Paul Lévêque, et repose au cimetière du Nord. À l'extrémité du cours Langlet, on peut voir un médaillon en bronze du docteur Langlet, par Auguste Coutin, il se trouvait auparavant sur la fontaine des Boucheries.
Pendant la guerre, il applique l'Union sacrée, faisant entrer dans le conseil municipal deux de ses opposants, à la place de conseillers municipaux mobilisés.

### Écrits
- Un nouvel hôpital à Reims = American Memorial Hospital, Reims : Matot-Braine, 1925 in Union médicale du Nord-Est, no 8, août 1925.
- Une découverte dans les ruines ; Un pressoir mystique, Reims : impr. de Monce, 1923.
- Avec Ernest Kalas, Les aspects de la ville de Reims à la veille de l'Armistice, in : Travaux de l'Académie Nationale de Reims, no 137, année 1922-1923, p. 337-432.
- Nécrologie Funérailles de M. Henri Jadart, Président de l'Académie : Discours prononcé au Cimetière, par M. le dr J-B. Langlet, in : Travaux de l'Académie Nationale de Reims, no 136, année 1921-1922, p. 85-89.

- La vie et l'œuvre de René de Saint-Marceaux Membre honoraire de l'Académie Nationale de Reims, in : Travaux de l'Académie Nationale de Reims, no 136, année 1921-1922, p. 1-19.
- Les filles libres des hôpitaux de Châlons, Reims, 1899 .
- Un bureau de santé au XVIIe s. : la peste de 1635, Reims : F. Michaud, 1898.
- Hôpital ou Musée , Reims : Matot-Braine, 1889, Extrait de l'Union médicale et scientifique du Nord-Est .

## Honneurs
Un cours Jean-Baptiste Langlet à Reims porte son nom et un arrêt de tramway porte également son nom à Reims, sur le cours éponyme.

## Galerie

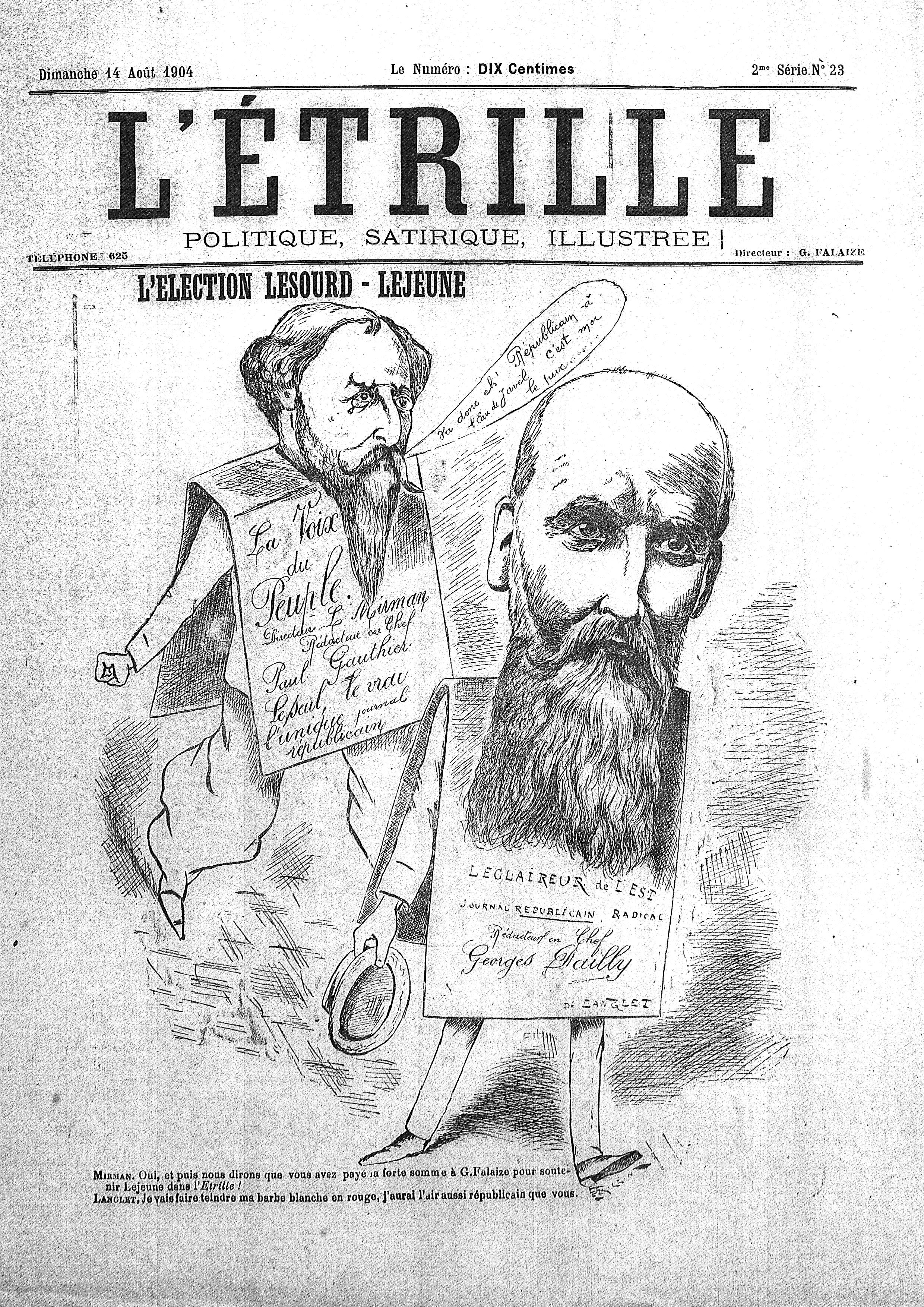
En 1904 avec Léon Mirman,
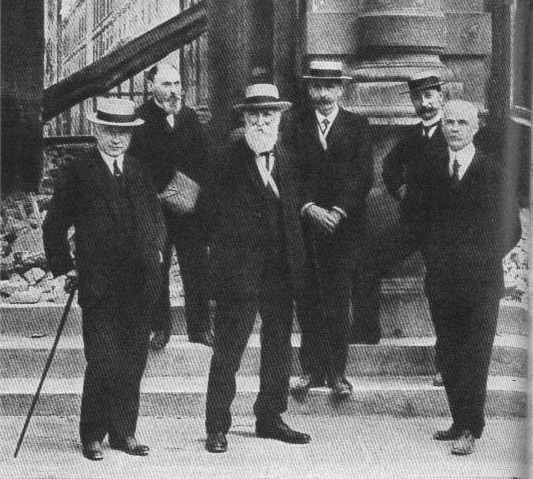
Devant la mairie qui vient de brûler et avec son conseil municipal d'Union sacrée.
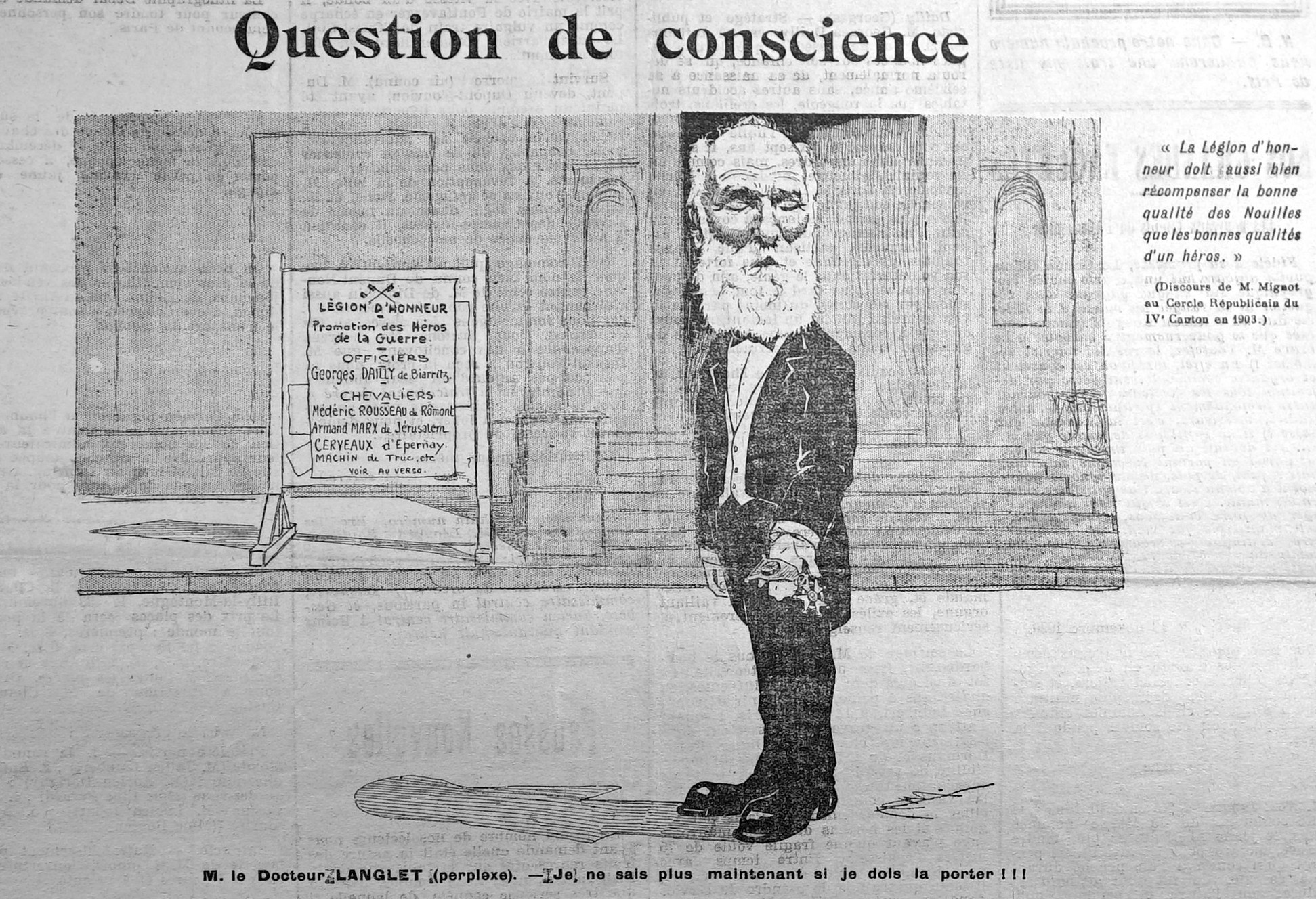
En première page du Cri de Reims, 1920.
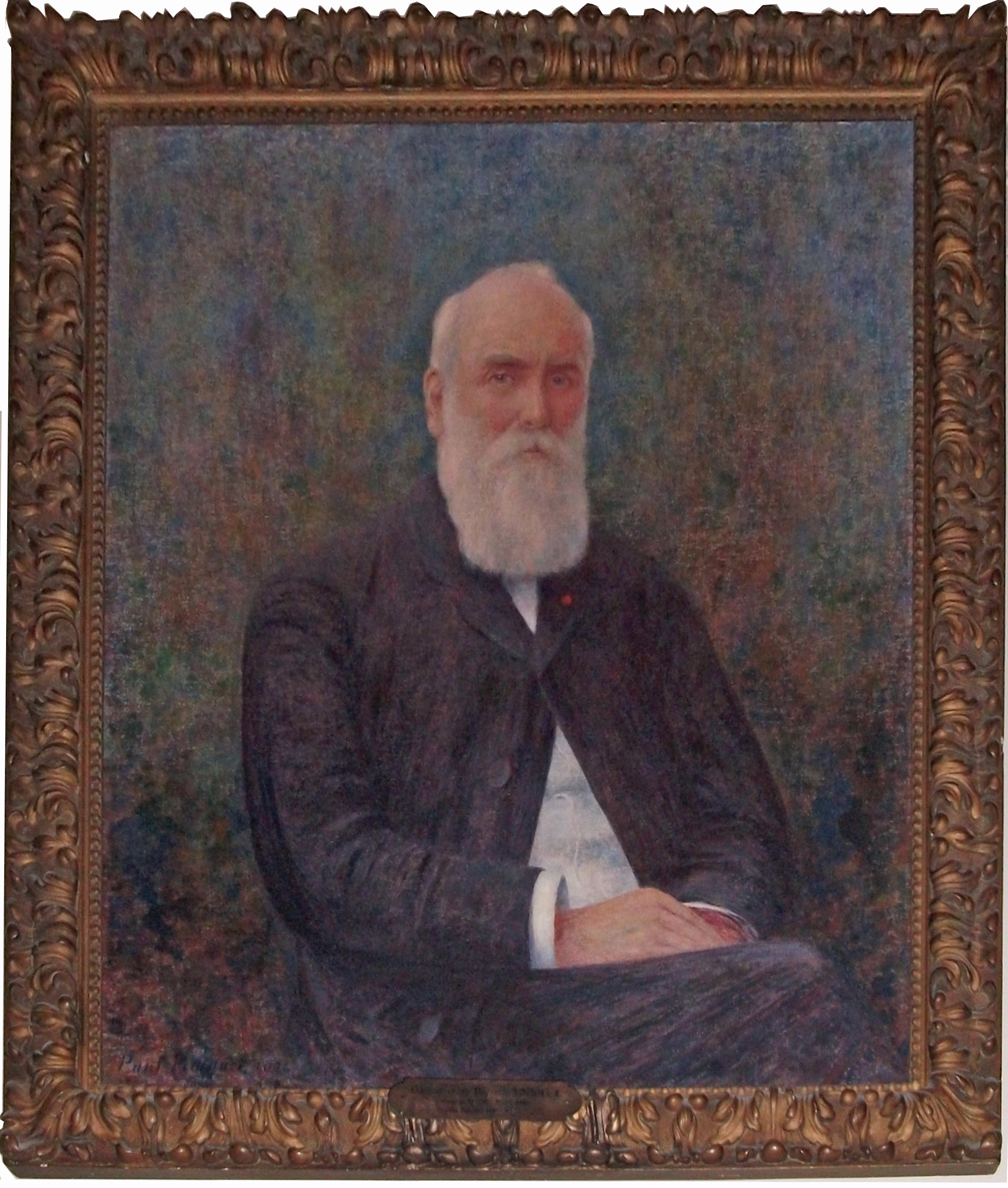
POrtrait officiel de la Mairie.
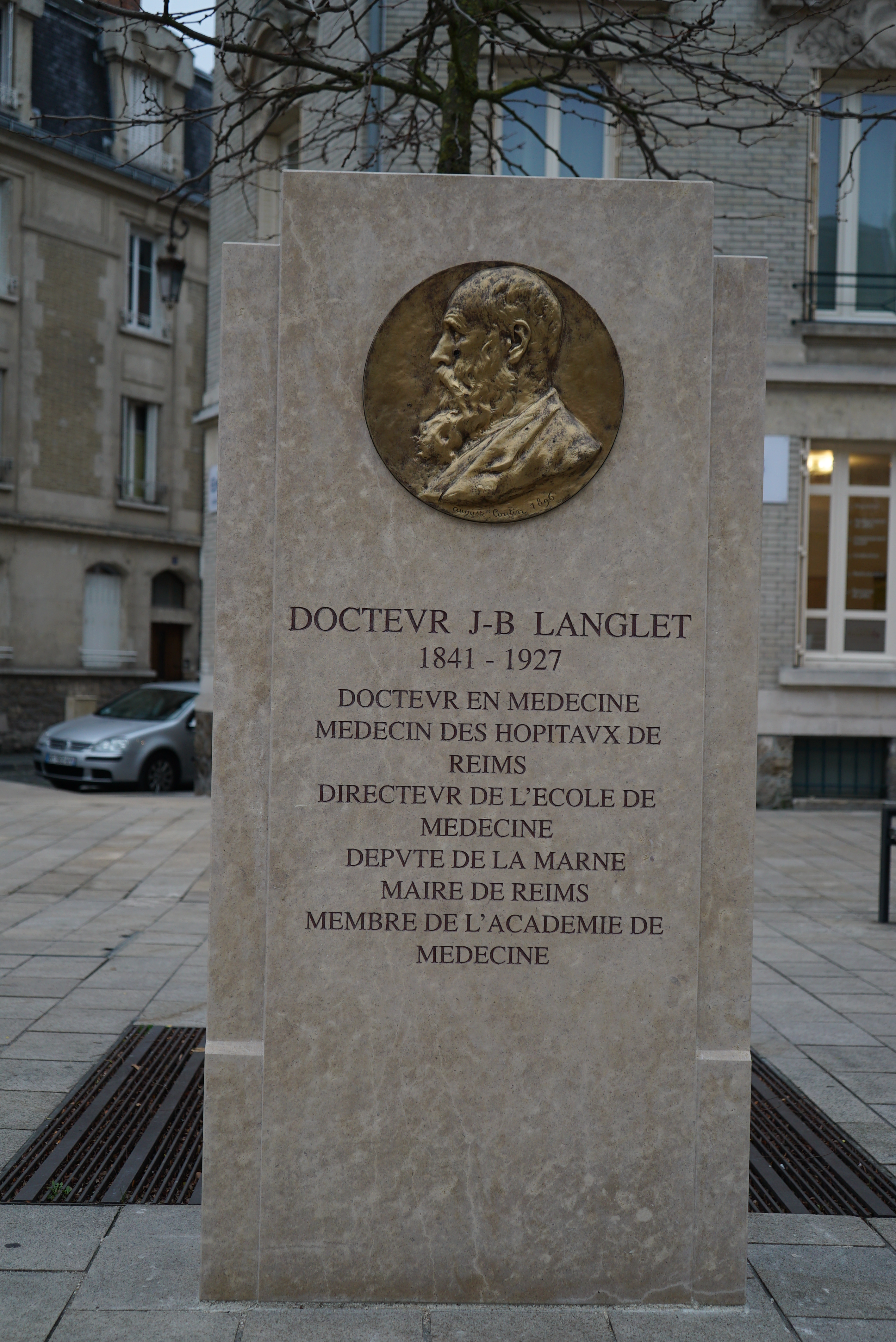
médaillon du maire sur le cours.

## Pour en savoir plus